# 아소르스 제도의 기

아소르스 제도의 기 비율 2:3

아소르스 제도의 기는 아소르스 제도를 상징하는 기로, 기의 바탕은 1830년부터 1910년까지 사용된 포르투갈의 국기의 디자인과 비슷한 형태이다.
기 왼쪽 상단에는 포르투갈의 소형 국장이 그려져 있으며, 바탕 가운데에는 아홉 개의 별과 참매가 그려져 있다.
아홉 개의 별은 아소르스 제도를 구성하는 아홉 개의 섬을, 참매(포르투갈어: açor)는 아소르스(포르투갈어: Açores) 제도의 이름의 유래가 된 참매를 의미한다.